# Scenopinus fuscus
Scenopinus fuscus är en tvåvingeart som först beskrevs av Hardy 1944.  Scenopinus fuscus ingår i släktet Scenopinus och familjen fönsterflugor.
Artens utbredningsområde är Kalifornien. Inga underarter finns listade i Catalogue of Life.